# Detlef Opitz
Detlef Opitz (* 8. November 1956 in Steinheidel-Erlabrunn) ist ein deutscher Schriftsteller.

## Leben und Wirken
In Dresden zum Schienenfahrzeugschlosser ausgebildet, lebte Opitz von 1975 bis 1982 in Halle und arbeitete dort als Bibliothekstechniker, Oberkellner, Puppenspieler, Verkäufer und Briefträger. Ein Literaturstudium in Leipzig blieb ihm, trotz vorhergehender Zulassung im Jahr 1980, auf Betreiben der Sicherheitsbehörden versagt. Zur gleichen Zeit wurde ihm ohne Begründung seine Steuernummer als Schriftsteller aberkannt und reguläre Veröffentlichungen von ihm in der DDR damit nachhaltig unterbunden. Nach der Wende wurde dem Autor für das ca. 10-jährige Berufsverbot eine rechtliche und verwaltungsrechtliche Rehabilitation zuerkannt.
Seit 1982 lebt Opitz in Berlin Prenzlauer Berg und gehörte dort der alternativen DDR-Literatur- und Kunstszene an. Da ihm reguläre Veröffentlichungen, abgesehen von einer in der Zeitschrift Sinn und Form, verwehrt waren, publizierte Opitz bis ins Wendejahr 1989 stattdessen in Untergrundzeitschriften wie Ariadnefabrik, Entwerter Oder, Schaden und Verwendung. Wegen seines Engagements in der Opposition und der nicht-staatlichen Literaturszene wurde Opitz mehrfach festgenommen und 1985 wegen „gesellschaftlichen Missverhaltens“ zu vier Jahren Verbannung aus Berlin verurteilt. Seine Anwälte in den diversen Auseinandersetzungen waren Gregor Gysi und Lothar de Maizière.
Die von Opitz in der Folgezeit veröffentlichten Romane über Martin Luther (Klio, ein Wirbel um L., 1996) und insbesondere zu Johann Georg Tinius (Der Büchermörder, 2005) fanden bei der Kritik einige Beachtung. Während Alban Nikolai Herbst zu Klio, ein Wirbel um L. eine eher ambivalente Haltung hat, darin aber immerhin „die opitzsche Geschichtskolportage über die Päpstin Johanna mit zum poetischsten“ zählt, was er seit langem gelesen hat, bescheinigt Michael Opitz dem „manischen Literatursammler“ im Deutschlandradio Kultur, Der Büchermörder sei „ein sehr eigenwilliges und höchst avanciertes Sprachkunstwerk, denn der Autor wechselt spielend mit den Zeit- auch die Sprachebenen“.
Ebenfalls zu Der Büchermörder meint Hanne Kulessa unter hr-online.de: „Für die, die erst auf dem Weg dazu sind, die sich hineinlesen in die Welt des Buches mit ihren doch manchmal obskuren Leidenschaften, werden sich – vergnügliche – Abgründe auftun.“ Zudem vergibt laut Perlentaucher Alexander Košenina in der FAZ dafür die Prädikate „originell und experimentell, kühn und sperrig“, und Dorothea Dieckmann zeigt sich in der NZZ „hellauf begeistert“, bereitet ihr doch Opitz’ „grenzenlose Sprachlust“ einen ganz besonderen Genuss und sie sieht in dem Bericht über den der Literatur verfallenen Mörder ein „originäres Sprachkunstwerk“.

## Auszeichnungen und Preise
- 1997 F.-C.-Weiskopf-Preis der Akademie der Künste Berlin
- 1998 Eugen Viehof-Ehrengabe der Deutschen Schillerstiftung
- 1998/1999 New-York-Stipendium im Deutschen Haus in New York
- 2002 Stipendium der Calwer Hermann-Hesse-Stiftung
- 2008/2009 Stipendiat des Internationalen Künstlerhauses Villa Concordia in Bamberg

## Werke

### Prosa
- Idyll. Erzählungen und andere Texte, Halle 1990 ISBN 3-354-00703-6.
- Klio, ein Wirbel um L., Roman, Göttingen 1996 ISBN 3-88243-388-4.
- Der Büchermörder, Roman, Berlin 2005 ISBN 3-8218-5763-3.

### Originalgrafische Bücher
- Die Nachtt, die Nachtt – der solituderten Herrtzen!. Mit Grafiken von Hans Scheuerecker, Edition Dschamp. Herausgegeben von Thomas Günther und Sabine Jahn, Galerie auf Zeit, Berlin 1997 (aus: „Roulette mit Neigung“; unveröffentlichter Roman von 1988)
- Das dritte Foto. Mit 5 farbigen Linolschnitten von Wolfgang Jörg, Berliner Handpresse 1997 (aus: „Roulette mit Neigung“; unveröffentlichter Roman von 1988)
- Wenn die Blüten blühen grünt mir Schwanes! Mit 5 farbigen Linolschnitten von Wolfgang Jörg, Berliner Handpresse 1998 (aus: „Roulette mit Neigung“; unveröffentlichter Roman von 1988)
- Der Tod & der Philologe. Mit 5 farbigen Linolschnitten von Wolfgang Jörg, Berliner Handpresse 2002